# Геді (фільм)
«Геді» (араб. نحبك هادي‎, Inhebbek Hedi) — туніський драматичний фільм, знятий Мохамедом Бен Атіа. Світова прем'єра стрічки відбулась 16 лютого 2016 року на Берлінському міжнародному кінофестивалі.

## Сюжет
Геді (Маджд Мастура) - молодий тунісець, який переживає екзистенційну кризу. Він завжди робив те, що йому казали, ніколи не ставив під сумнів умовності свого суспільства і завжди прагнув догодити своїй матері Баї, яка завжди все для нього влаштовувала. Незважаючи на пристойну роботу продавця в країні з дедалі нестабільнішою економікою, Хеді байдужий до своєї роботи. Його мати організовує його весілля з Хедиджею, до стосунків з якою він ставиться байдуже.
Однак за тиждень до весілля Геді знайомиться з Рім, з якою у нього починається пристрасний роман. На відміну від Хедиджі, яка походить з консервативної родини, Рім - незалежна жінка, яка багато подорожує і має товариський характер. Рим працює мандрівною танцівницею і координатором заходів для туристів у готелях. Перед Хеди стоїть нелегкий вибір: погодитися на посередній шлюб чи піти за своєю коханою, яка мандрує світом.

## У ролях
- Майд Мастоура — Геді
- Рім Бен Мессауд — Рім

## Нагороди та номінації
| Список нагород та номінацій           | Список нагород та номінацій | Список нагород та номінацій  | Список нагород та номінацій | Список нагород та номінацій | Список нагород та номінацій |
| Кінопремія                            | Дата церемонії              | Категорія                    | Номінант(и)                 | Результат                   | Дж                          |
| ------------------------------------- | --------------------------- | ---------------------------- | --------------------------- | --------------------------- | --------------------------- |
| Берлінський міжнародний кінофестиваль | 21 лютого 2016              | «Золотий ведмідь»            | «Геді»                      | Номінація                   |                             |
| Премія «Люм'єр»                       | 30 січня 2017               | Найкращий франкомовний фільм | «Геді»                      | Перемога                    | [ 2 ] [ 3 ]                 |